# Jörg Friedrich
Jörg Friedrich (ur. 7 lipca 1959 w Rathenow) – niemiecki wioślarz reprezentujący NRD, złoty medalista olimpijski i czterokrotny medalista mistrzostw świata.

## Kariera
W 1977 zdobył złoty medal w dwójkach bez sternika na mistrzostwach świata juniorów w Tampere. 
Wystąpił na igrzyskach olimpijskich w Moskwie w 1980, gdzie osada NRD w składzie: Bernd Krauß, Hans-Peter Koppe, Ulrich Kons, Jörg Friedrich, Jens Doberschütz, Ulrich Karnatz, Uwe Dühring, Bernd Höing i Klaus-Dieter Ludwig (sternik) zdobyła złoty medal w ósemkach. W finale o 2,87 sekundy pokonali osadę Wielkiej Brytanii i o 3,51 sekundy osadę ZSRR. Był to  jego jedyny start olimpijski.
W ósemkach zdobył także złoto na mistrzostwach świata w Bledzie (1979) i srebro na mistrzostwach świata w Lucernie (1982). Ponadto na mistrzostwach świata w Monachium (1981) zdobył złoty medal w czwórkach bez sternika, a na mistrzostwach świata w Duisburgu (1983) był drugi w tej konkurencji. 
W 1980 odznaczony Złotym Orderem Zasługi dla Ojczyzny.
Z zawodu był cieślą. Po zakończeniu kariery pracował w Volkspolizei w Poczdamie. Po zjednoczeniu Niemiec pracował jako cieśla.